# Susan Gibney
Susan Gibney (Manhattan Beach, 11 settembre 1961) è un'attrice statunitense.

## Biografia
Nata a Manhattan Beach, una cittadina della contea di Los Angeles, in California, in giovane età si trasferisce a Webster, nello stato di New York, tornando successivamente in California varie volte. Susan si laurea al Buffalo State College di New York con la specializzazione in teatro e riceve un Master of Fine Arts dalla Yale School of Drama.
Inizia la carriera di attrice prendendo parte a vari spettacoli Off-Broadway a New York, negli anni ottanta, tra cui Noble Rot e, nel 1983, The Vi-Ton-Ka Medicine Show, diretto da Glenn Hinson. Ritornata in California, esordisce come attrice televisiva nel 1988, prendendo parte a un episodio ciascuna delle due serie poliziesche Spenser (Spenser: For Hire) e Un giustiziere a New York (The Equalizer), e, l'anno seguente, all'episodio dell'ottava stagione della celebre serie televisiva Colombo (Columbo) interpretata da Peter Falck, La signora in nero (Sex and the Married Detective); all'episodio American Nuclear della serie antologica CBS Summer Playhouse e a un episodio della serie di fantascienza Alien Nation.
Dal 1989 entra a far parte del franchise di Star Trek, prendendo parte a Star Trek: The Next Generation, seconda serie live action del franchise. In The Next Generation impersona la dottoressa Leah Brahms, ingegnere della federazione che ha contribuito allo sviluppo del sistema della velocità di curvatura delle navi stellari di Classe Galaxy, di cui Geordi La Forge si innamora, nei due episodi Trappola spaziale (Booby Trap, 1989) e Il figlio della galassia (Galaxy's Child, 1991), rispettivamente della terza e quarta stagione della serie. Riprende il personaggio nel 2022, nell'episodio Estrarre le miniere della mente (Mining the Mind's Mines) della terza stagione della serie animata Star Trek: Lower Decks. Oltre alla dottoressa Leah Brahms, per il franchise di Star Trek, Susan Gibney impersona anche il personaggio di Erika Benteen, ufficiale esecutivo dell'Ammiraglio Leyton e, in seguito, la sua assistente, nei due episodi della quarta stagione della serie televisiva Star Trek: Deep Space Nine, Il nemico tra noi (Homefront) e Paradiso perduto (Paradise Lost), ambedue del 1996. Susan Gibney viene inoltre successivamente presa in considerazione per interpretare il capitano Kathryn Janeway in Star Trek: Voyager, ma scartata dalla produzione perché ritenuta troppo giovane per il ruolo. Viene inoltre valutata per impersonare Sette di Nove, sempre nella serie Star Trek: Voyager, prendendo parte a due provini, ma alla fine vi viene preferita Jeri Ryan. Infine viene presa in considerazione anche per il ruolo della Regina Borg nel film Primo contatto (Star Trek: First Contact, 1996), ma viene rifiutata anche per questa parte.
Del 1991 è il suo esordio cinematografico, quando partecipa alla commedia fantascientifica per famiglia Newman, robot di famiglia (And You Thought Your Parents Were Weird), diretta da Tony Cookson, in cui due fratelli sono perseguitati da un robot posseduto dallo spirito del padre defunto.
Tra il 1994 e il 1999 prende parte a 7 episodi della serie televisiva Un detective in corsia (Diagnosis Murder), interpretando vari personaggi, tra cui quello di Janis Archer. Tra il 2000 e il 2001 prende parte a 13 episodi della serie televisiva The Fearing Mind, interpretando il personaggio di Cynthia Fearing, e a due episodi di CSI - Scena del crimine (CSI: Crime Scene Investigation), interpretando il personaggio di Charlotte Meridian. Dal 2002 al 2007 prende parte a 19 episodi della serie Crossing Jordan, in cui impersona la severa procuratrice distrettuale di Boston Renee Walcott. Tra 2003 e 2004 prende parte a 14 episodi della serie televisiva Happy Family, interpretando il personaggio di Maggie Harris.
Nel 2015 appare nel film horror soprannaturale, che ottiene buone recensioni dalla critica, La casa dell'orrore (We Are Still Here), diretto da Ted Geoghegan, in cui impersona una medium amica della protagonista Anne (Barbara Crampton).

## Vita privata
Susan è madre di due figlie.
Dal 2004 è tornata a vivere a Webster

## Filmografia

### Attrice

#### Cinema
- Newman, robot di famiglia (And You Thought Your Parents Were Weird), regia di Tony Cookson (1991)
- Vita di cristallo (The Waterdance), regia di Neal Jimenez e Michael Steinberg (1992)
- La grande promessa (The Great White Hype), regia di Reginald Hudlin (1996)
- Dinner and Driving, regia di Lawrence Trilling (1997)
- Besotted, regia di Holly Hardman (2001)
- Derailed - Punto d'impatto (Derailed), regia di Bob Misiorowski (2002)
- The Hammer (Hamill), regia di Oren Kaplan (2010)
- La casa dell'orrore (We Are Still Here), regia di Ted Geoghegan (2015)

#### Televisione
- Spenser (Spenser: For Hire) - serie TV, episodio 3x20 (1988)
- Un giustiziere a New York (The Equalizer) - serie TV, episodio 3x22 (1988)
- Colombo (Columbo) - serie TV, episodio 8x03 (1989)
- CBS Summer Playhouse - serie TV, episodio 3x06 (1989)
- Alien Nation - serie TV, episodio 1x01 (1989)
- Snoops - serie TV, episodio 1x06 (1989)
- L.A. Law - Avvocati a Los Angeles (L.A. Law) - serie TV, episodio 4x06 (1989)
- Star Trek: The Next Generation – serie TV, episodi 3x06-4x16 (1989-1991)
- New York Undercover - serie TV, episodio 1x03 (1994)
- Una vita da vivere (One Life to Live) - serie TV (1994)
- Un detective in corsia (Diagnosis Murder) – serie TV, 7 episodi (1994‐1999)
- Due South - Due poliziotti a Chicago (Due South) - serie TV, episodio 1x11 (1995)
- Chicago Hope - serie TV, episodio 1x18 (1995)
- Pride & Joy - serie TV, episodio 1x05 (1995)
- The Larry Sanders Show - serie TV, episodio 4x11 (1995)
- Il cliente (The Client) - serie TV, episodi 1x08-1x11 (1995-1996)
- Star Trek: Deep Space Nine – serie TV, episodi 4x11-4x12 (1996)
- Legami violenti (Unforgivable), regia di Graeme Campbell - film TV (1996)
- Bedtime - serie TV, episodio 1x01 (1996)
- The Cape - serie TV (1996)
- Lei non voleva (The Secret She Carried), regia di Dan Lerner - film TV (1996)
- JAG - Avvocati in divisa (JAG) - serie TV, episodio 2x06 (1997)
- Jarod il camaleonte (The Pretender) - serie TV, episodio 3x02 (1998)
- Amore senza tempo  (Evolution's Child), regia di Jeffrey Reiner – film TV (1999)
- Nash Bridges - serie TV, episodio 5x08 (1999)
- Cabin by the Lake, regia di Po-Chih Leong - film TV (2000)
- Cinque in famiglia (Party of Five) - serie TV, episodio 6x24 (2000)
- The Fearing Min - serie TV, 13 episodi (2000-2001)
- Arli$$ - serie TV, episodi 5x02-6x01 (2000-2001)
- CSI - Scena del crimine (CSI: Crime Scene Investigation) - serie TV, episodi 1x01-2x09 (2000-2001)
- Night Visions - serie TV, episodio 1x05 (2001)
- For the People - serie TV, episodio 1x05 (2002)
- Providence - serie TV, episodio 5x02 (2002)
- Giudice Amy (Judging Amy) - serie TV, episodio 4x03 (2002)
- Becker - serie TV, episodio 5x10 (2002)
- Crossing Jordan - serie TV, 19 episodi (2002-2007)
- 24 - serie TV, episodio 2x15 (2003)
- Happy Family - serie TV, 14 episodi (2003-2004)
- Touching Evil - serie TV, episodio 1x12 (2004)
- Criminal Minds - serie TV, episodio 1x09 (2005)
- The Jake Effect - serie TV, episodio 1x04 (2006)
- Standoff - serie TV, episodio 1x15 (2007)
- Knight Rider - serie TV, episodio 1x01 (2008)
- Lost - serie TV, episodio 4x04 (2008)
- The Mentalist - serie TV, episodio 5x10 (2012)

### Doppiatrice
- Star Trek: Lower Decks - serie animata, episodio 3x03 (2022) - Leah Brahms

## Teatro (parziale)
- Noble Rot
- The Vi-Ton-Ka Medicine Show, regia di Glenn Hinson, American Place Theatre, New York (1983)
- Fallen Angel, regia di Rob Greenberg e Steve Postel, Circle in the Square Downtown, New York (1994)
- Mayhem, Ojai Playwrights Conference (2002)
- And Still the Dogs, The Lillian